# هانس کرل
هانس کرل (به آلمانی: Hanns Kerrl) (زاده ۱۱ دسامبر ۱۸۸۷ _ مرگ ۱۲ دسامبر ۱۹۴۱ ) یک وکیل آلمانی و وزیر امور کلیسای رایش سوم از سال ۱۹۳۵ تا سال ۱۹۴۱ بود.

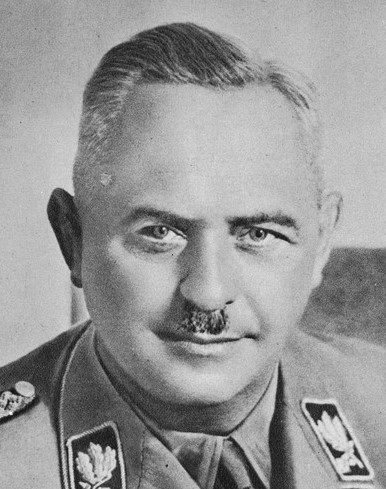
هانس کرل

کرل در سال ۱۹۳۴ وزیر فاقد مقام در کابینه هیتلر شد و یک سال بعد وزیر امور کلیسا شد. وی از طرفی میان رهبران نازی که از مسیحیت تنفر داشتند (مانند هاینریش هیملر) و کلیساها تعادل ایجاد می‌کرد و از طرفی دیگر این وظیفه کرل بود که کلیساها و رهبران آن‌ها را مطیع پیشوا سازد. کرل هیتلر را 'عیسی مسیح آلمان' می‌خواند، مسیحیت مثبت را ناسیونال سوسیالیسم معرفی می‌کرد و بسیاری از پیشوایان دینی پروتستان را مجبور ساخت که قسم وفاداری به هیتلر بخورند.
کرل تلاش بسیاری داشت تا رابطه میان کلیسا و حزب نازی را بهبود بخشد. با این حال بسیاری از روحانیون با دولت نازی همکاری نمی‌کردند.
وی به تدریج از دایره اطرافیان هیتلر به حاشیه رانده شد به طوری که در اواخر عمرش تبدیل به یک وزیر بی‌قدرت شده بود. وی در نهایت در ۱۲ دسامبر ۱۹۴۱ درگذشت. هیتلر جانشینی برای او تعیین نکرد.